# Ivan Sušić
Ivan Sušić (Skradin, 2. veljače 1953. − Šibenik, 21. ožujka 2009.) je bio hrvatski kulturni radnik i novinar. Bio je tajnik ogranka Matice hrvatske u Skradinu. 
Rodio se je 1953. u Skradinu, gdje je završio osnovnu školu. Gimnaziju je završio u Šibeniku, a zaposlio se u rodnom gradu u pošti.
U Skradinu je bio ne samo poštanski službenik nego i neumoran kulturni radnik. Bio je vrstan i senzibilan glazbenik, koji je sve dao ljepoti klapske pjesme. Osnivao je i vodio klape, pokrenuo prvi Susret dalmatinskih klapa u Skradinu, dobivao nagrade na Omiškom festivalu. Godinama je bio dopisnik Večernjeg lista, sudjelovao u radijskim i televizijskim emisijama o svome gradu i njegovim ljudima. Kao član Gradskog poglavarstva na polju kulture učinio je vrlo mnogo – osnovao je muzej i Gradsku knjižnicu, poticao je i organizirao obnovu umjetničkih slika i glasovitih orgulja.
Okupio je članove i prijatelje Matice hrvatske i s njima 1995. osnovao Ogranak kojemu je bio tajnik sve do prerane smrti. Njegovom zaslugom Ogranak Matice hrvatske u Skradinu objavio je knjige Krešimira Čvrljka, Ive Pedišića, Ante Jurića, Ante Birina, Josipa Laće. Za Skradinski statut što ga je s latinskog preveo Ante Birin Ogranak je dobio Srebrnu povelju Matice hrvatske.